# World of Warcraft: The Burning Crusade
World of Warcraft: The Burning Crusade (zkráceně TBC) je prvním datadiskem hry World of Warcraft. Byl vydán v lednu roku 2007. Zvýšil maximální level na 70, přidal nové hratelné rasy – Krvaví Elfové a Draeneiové, oblasti (polorozpadlé zbytky světa Draenor – nyní nazývané Outland), profese (Šperkařství – Jewelcrafting) a další mnohé změny jak herního světa, tak samotného systému hry. V roce 2008 byl nahrazen dalším datadiskem World of Warcraft: Wrath of the Lich King.

## Outland
Lokace
- Hellfire Peninsula – (57–63)
- Zanganmarsh – (60–64)
- Blede's Edge Mountain – (65–68)
- Netherstorm – (67–70)
- Nagrand – (64–67)
- Terokkar Forest – (62–65)
- Shadowmoon Valey – (67–70)

Nové město
- Shattrath City

Nové rasy
- Draenei – Výborní šamani a paladinové, kteří na Azeroth docestovali pomocí jejich mezidimenzionální lodi Exodar (momentální hlavní město Draenei), která zde ztroskotala. Poté se přidali na stranu Aliance.
- Krvaví Elfové – Staronová rasa za Hordu, vedená princem Kael'thase. Jsou to vynikající mágové.

Nová profese
- Klenotnictví (Jewelcrafting) – Primární, výrobní profese zabývající se zpracováním surovin z těžení rud. Umožňuje hráči vyrábět prsteny, náhrdelníky, náušnice a šperky, vylepšující ostatní části zbroje.[1]

## Příběh datadiskuThe Burning Crusade
Datadisk The Burning Crusade hráčům vypraví příběh umírajícího světa jménem Outland.
Tento svět je původním domovem orků, kteří však odešli skrze temný portál do světa Azeroth.
Outland se tak stal další baštou démonů a přisluhovačů Plamenné legie, která nyní obsadila velkou část tohoto rozpadajícího se a umírajícího světa.
Příběh však hráčům poskytuje nového hlavního nepřítele v podobě zapuzeného napůl temného elfa a na půl démona Illidana Stormrage, který se spolu se svými společníky Kael´thasem Sunstriderem a jeho Krvavými elfy a Lady Vashj se svými Nagami.
Plamenná legie však nezapomněla na Illidanovo selhání při pokusu zastavit Lich Kinga a rozhodli se Illidana připravit o jeho pevnost Black Temple.
Illidanova mysl se však zatemnila paranoií a opevnil se ve své pevnosti očekávajíce jakéhokoli útočníka, který by jej chtěl připravit o vládu nad Outlandem.
Hráči se tak dostávají do pozice osvoboditelů Outlandu nejen od Plamenné legie, ale také od Illidana Stormrage samotného.

## Hlavní oponent Illidan Stormrage
Hlavním oponentem tohoto datadisku je NPC charakter jménem Illidan Stormrage.
Illidan je závěrečným oponentem (bossem) instance s názvem Black Temple.
Disponuje 14 942 000 body zdraví (HP) a souboj s ním je rozdělen do 5 fází.
Po porážce tohoto oponenta hráči mohou získat mnoho epických předmětů, ale hlavně dva legendární s názvem Warglaives of Azzinoth.
Jedná se o legendární zbraně přímo z rukou Illidana Stormrage, které hráči po porážce mohou získat pouze ojediněle.

## Warglaives of Azzinoth
Legendární zbraně, které mohou získat hráči, kteří porazí oponenta Illidana Stormrage.
Jedná se o párovou zbraň původně vytvořenou Plamennou legií v období Války prastarých,
které později získal Illidan Stormrage a užívá je jako zbraně proti hráčům.
Tuto zbraň bylo možné získat jen ojediněle při porážce Illidana Stormrage a díky jejich velmi malé šanci na získání se tak stali velice cennou zbraní.